# Tour des Prendiparte
La Tour des Prendiparte ou Tour Prendiparte (en italien : Torre dei Prendiparte ; également appelée Torre Coronata) est l'une des quelque vingt tours nobles encore existantes dans le centre historique de Bologne.

## Structure
Érigée dans la seconde moitié du XIIe siècle, elle mesure 59,50 mètres de haut (61 mètres avec le pinacle au sommet) et se caractérise par une légère pente vers le nord. L'épaisseur des murs à la base (environ 2,80 mètres) indique que, très probablement, la tour a été sectionnée ou n'a pas été achevée. À la base les parois sont recouvertes de 9 rangées de parallélépipèdes en sélénite. La tour est surnommée Coronata car à environ 50 mètres au-dessus du sol se trouve un évidement avec une forme particulière, ce qui diminue son épaisseur.
Elle est située dans la petite via Sant'Alò, à un point où la rue s'élargit pour former une sorte de petite place, qui était précisément connue sous le nom de piazzetta di San Senesio en raison de la présence d'une ancienne église, aujourd'hui disparue. Le seul côté complètement libre des maisons est le côté sud, sur lequel il y a une fenêtre d'origine à environ 20 mètres de haut et deux fenêtres modernes en dessous. À la même hauteur que la deuxième fenêtre moderne se trouve un blason en grès très usé et donc illisible (datant probablement du XVe siècle).

## Histoire

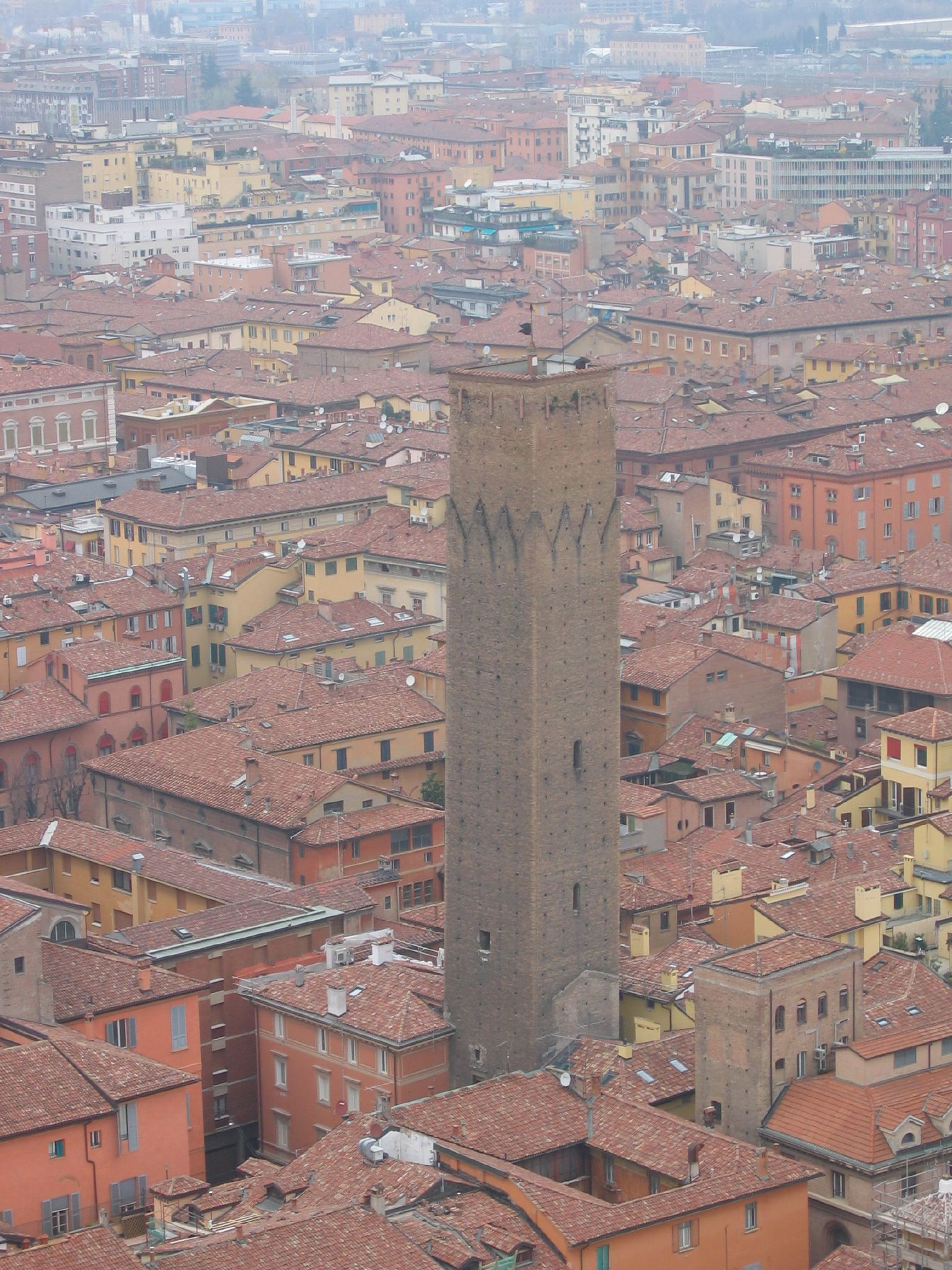
Vue aérienne de la tour.

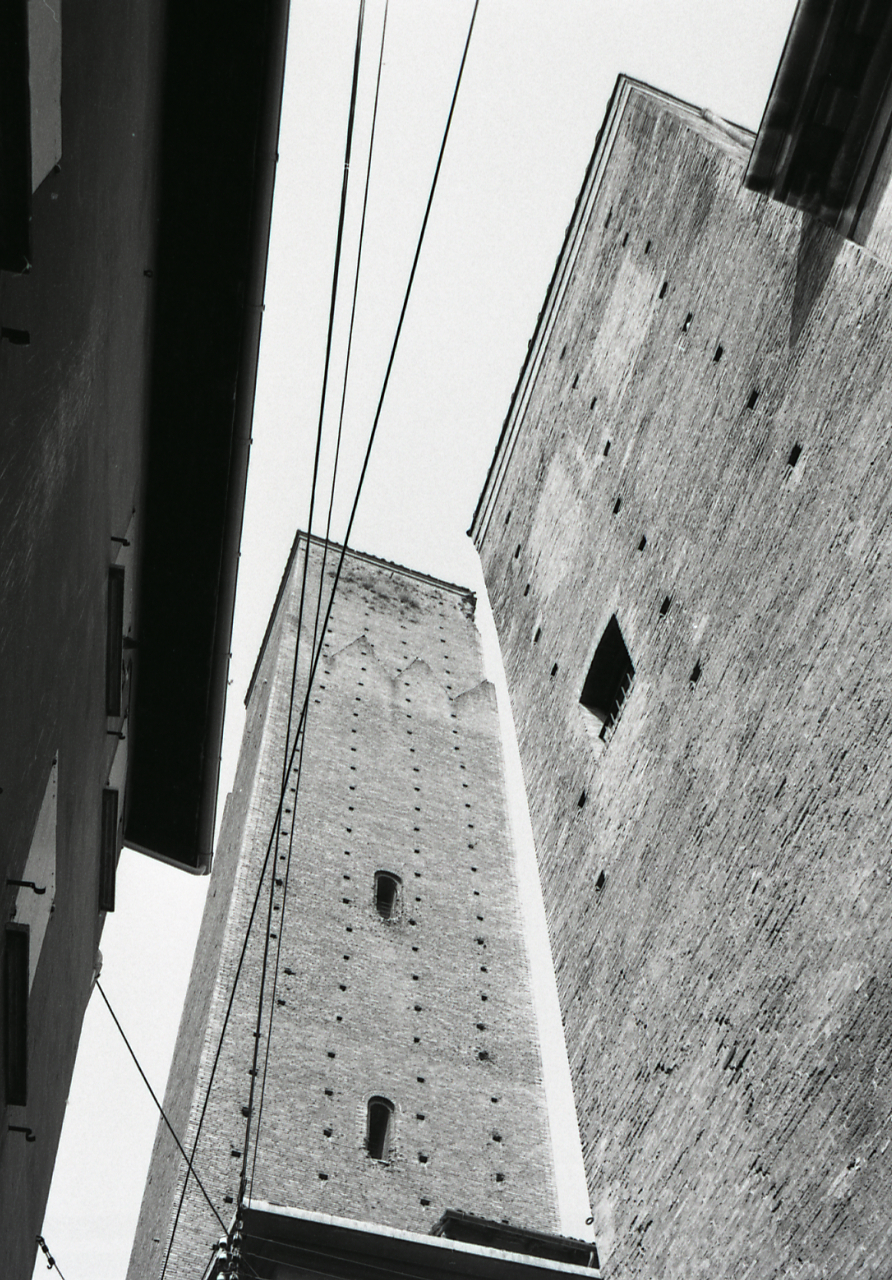
La tour Prendiparte (à gauche) et la Torre dei Guidozagni qui lui fait face. Photo de Paolo Monti, 1970.

La tour faisait partie de la triade des maisons-tours médiévales avec celles des Galluzzi et des Azzoguidi. Les trois familles étaient du côté des Guelfes et, bien qu'éloignées les unes des autres, elles étaient situées à des points stratégiques de Bologne.
La famille guelfe des Prendiparte est comptée parmi les nobles et importantes de la ville de Bologne depuis 1154. Deux membres de la famille étaient consuls de Bologne au XIIe siècle, tandis qu'au XIIIe siècle les Prendiparte étaient appelés treize fois pour remplir le rôle de podestat dans diverses villes italiennes.
La tour fut vendue une première fois en 1293 pour 500 lires, puis la famille Prendiparte en reprit possession. Ils l'ont quitté définitivement au XVe siècle, lorsqu'elle est passé à la famille Fabruzzi. Au XVIe siècle, elle passa à l'Église et, entre  1751  et  1796, elle fut une prison de la curie. Sur les murs des trois cellules (situées aux étages intermédiaires) se trouvent diverses inscriptions gravées par les prisonniers, dont celle d'un certain Angelo Rizzoli « emprisonné pour avoir fécondé deux sœurs », comme il l'écrit lui-même.
Aujourd'hui la tour abrite une chambre d'hôtes.